# 宜昌站
宜昌站是位于中国湖北省宜昌市市中心，是鸦宜铁路的终点。车站始建于1970年9月，于1971年12月1日营运，为客运一等站。然而，在宜昌東站建成後，此站就一直作為貨運站使用。

## 图片

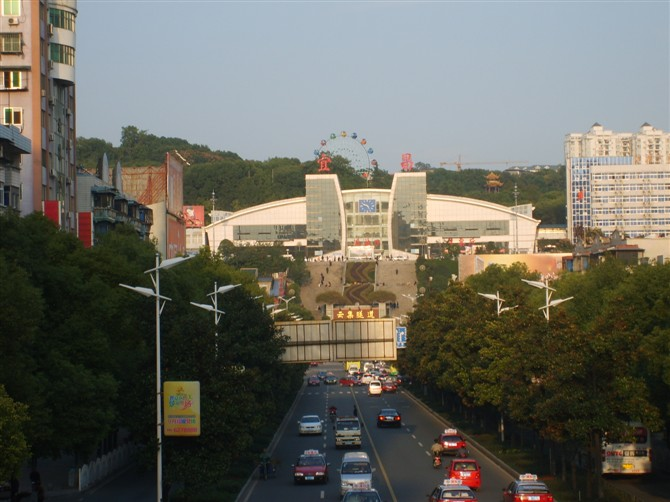
从云集天桥远眺宜昌火车站
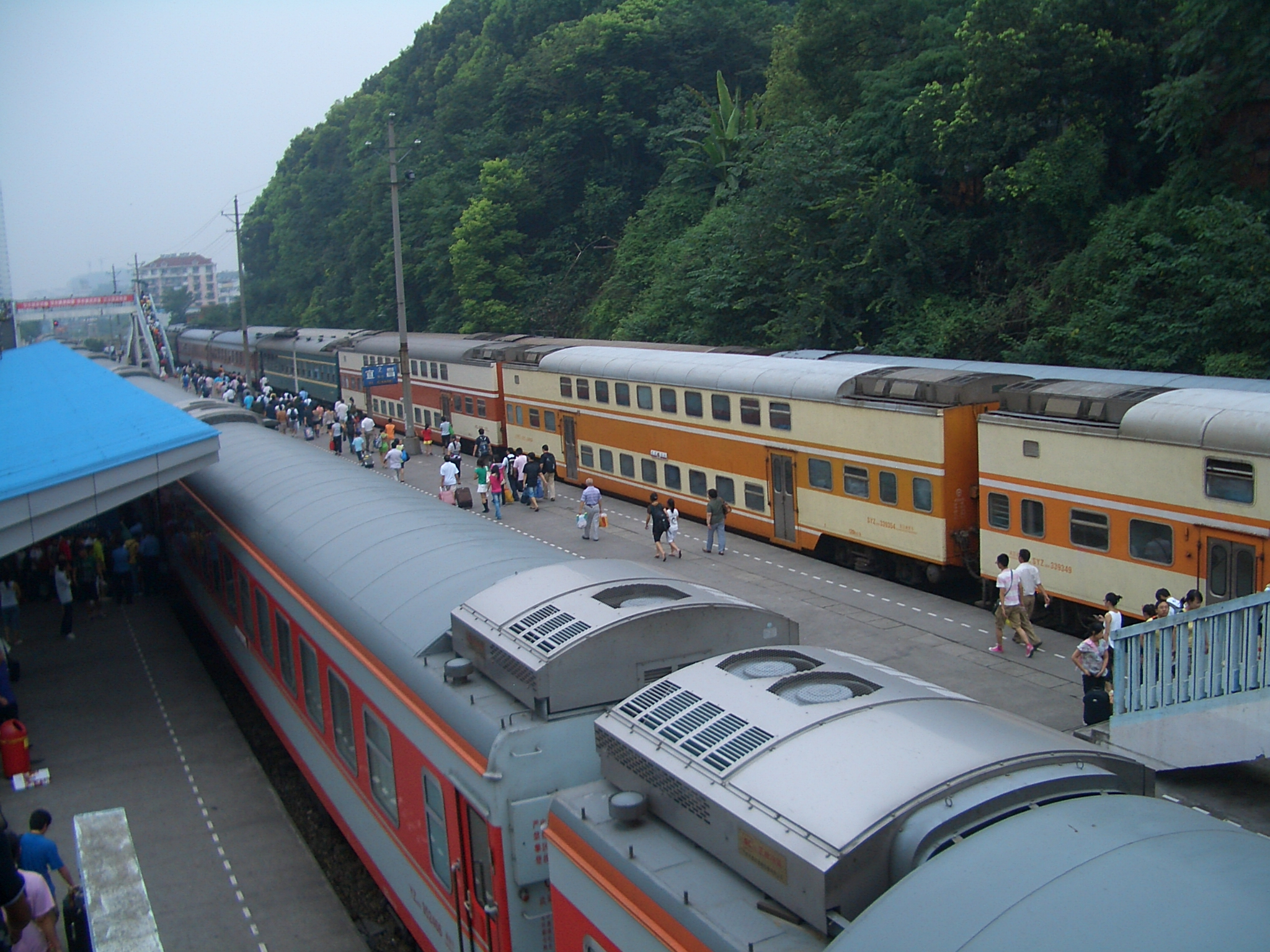
宜昌火车站月台
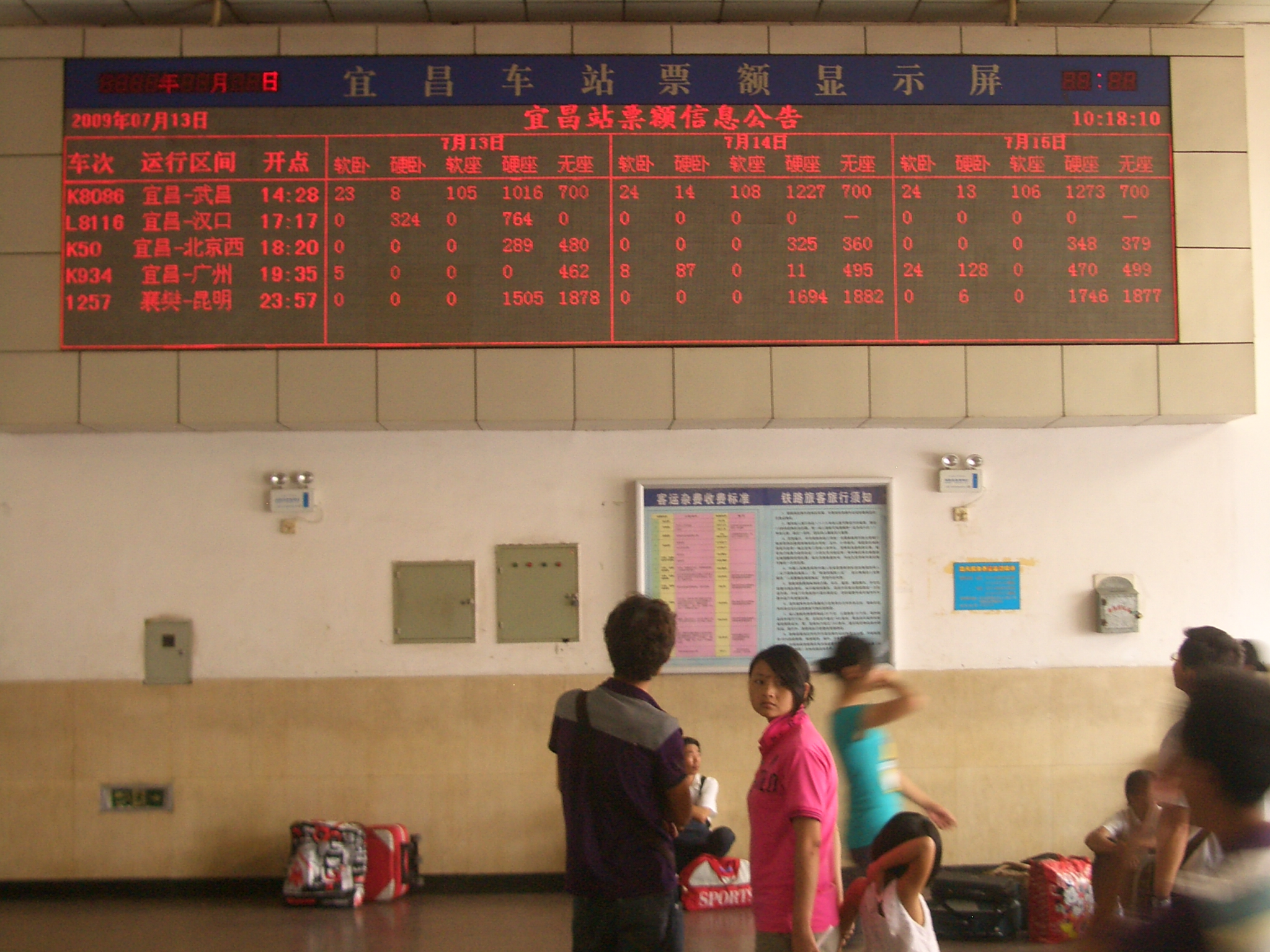
宜昌站售票厅
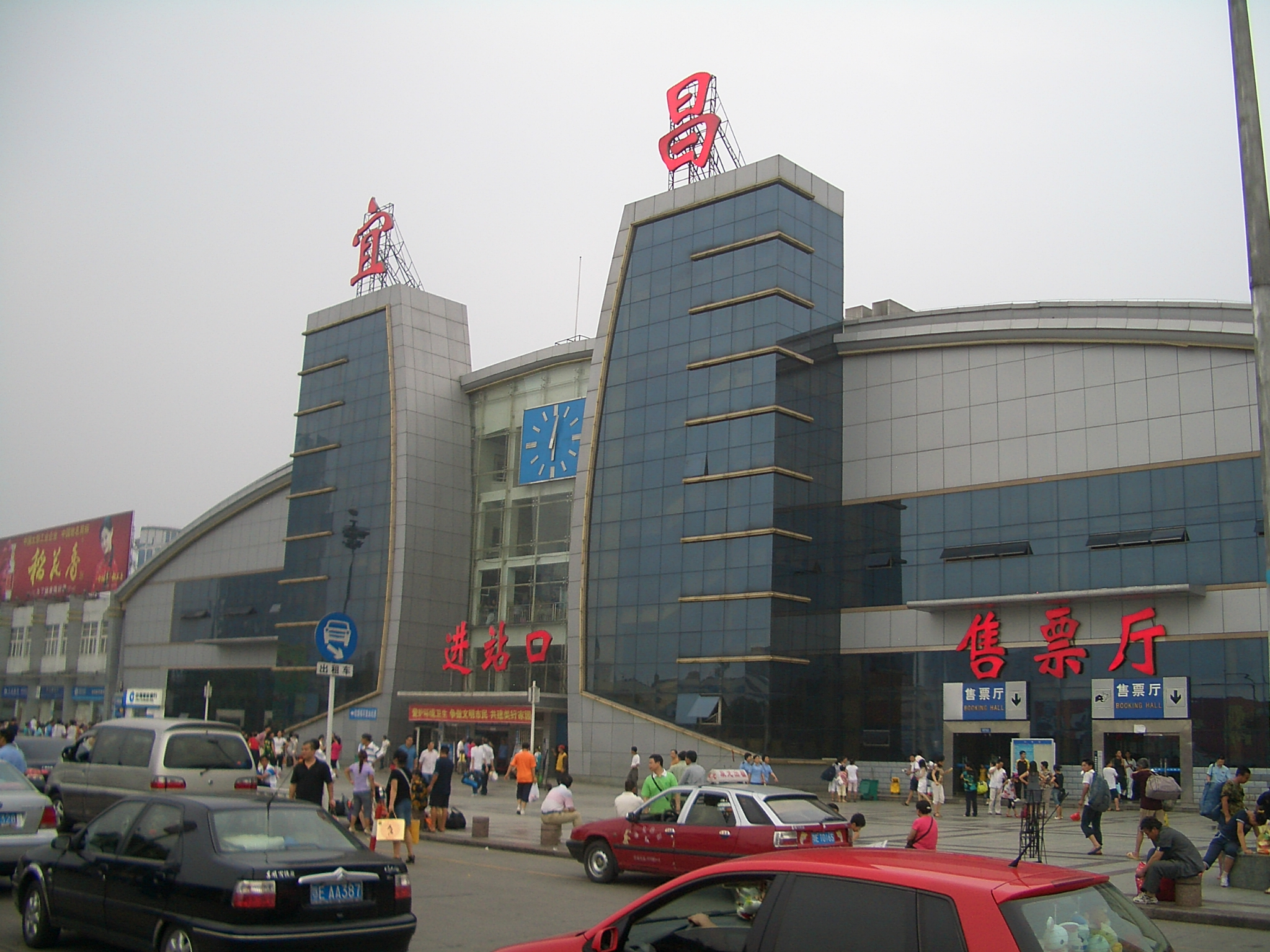
宜昌站